# Gavin Rothery
Gavin Rotheryés un guionista, director i dissenyador britànic. Va escriure i dirigir la pel·lícula de ciència-ficció del 2020 Archive, i va ser el dissenyador conceptual / cap de disseny gràfic de la pel·lícula de 2009 Moon.